# Wurmbea citrina
Wurmbea citrina är en tidlöseväxtart som först beskrevs av Robert J. Bates, och fick sitt nu gällande namn av Robert J. Bates. Wurmbea citrina ingår i släktet Wurmbea och familjen tidlöseväxter. Inga underarter finns listade i Catalogue of Life.